# Планински мошусни јелен
Планински мошусни јелен (лат. Moschus chrysogaster) је сисар из реда папкара (Artiodactyla) и породице мошусних јелена (Moschidae). 

## Распрострањење
Врста има станиште у Бутану, Индији, Кини и Непалу.

## Станиште
Планински мошусни јелен има станиште на копну. Врста је по висини распрострањена до 2.000 метара надморске висине.

## Угроженост
Ова врста се сматра угроженом.

### Популациони тренд
Популација ове врсте се смањује, судећи по расположивим подацима.